# 吉州 (江西省)
吉州（きつしゅう）は、中国にかつて存在した州。隋代から元初にかけて、現在の江西省吉安市一帯に設置された。

## 隋代
589年（開皇9年）、隋が南朝陳を滅ぼすと、吉州が置かれた。607年（大業3年）に州が廃止されて郡が置かれると、吉州は廬陵郡と改称され、下部に4県を管轄した。隋代の行政区分に関しては下表を参照。
| 隋代の行政区画変遷 | 隋代の行政区画変遷                               | 隋代の行政区画変遷          | 隋代の行政区画変遷 | 隋代の行政区画変遷 | 隋代の行政区画変遷          |
| 区分               | 開皇元年                                         | 開皇元年                    | 開皇元年           | 区分               | 大業3年                     |
| ------------------ | ------------------------------------------------ | --------------------------- | ------------------ | ------------------ | --------------------------- |
| 州                 | 江州                                             | 江州                        | 江州               | 郡                 | 廬陵郡                      |
| 郡                 | 廬陵郡                                           | 安成郡                      | 巴山郡             | 県                 | 廬陵県 安復県 新淦県 泰和県 |
| 県                 | 石陽県 高昌県 吉陽県 巴丘県 遂興県 陽豊県 東昌県 | 平都県 安復県 永新県 広興県 | 新淦県             | 県                 | 廬陵県 安復県 新淦県 泰和県 |

## 唐代
622年（武徳5年）、唐が林士弘を平定すると、廬陵郡は吉州と改められた。742年（天宝元年）、吉州は廬陵郡と改称された。758年（乾元元年）、廬陵郡は吉州の称にもどされた。吉州は江南西道に属し、廬陵・太和・安福・新淦・永新の5県を管轄した。

## 宋代
宋のとき、吉州は江南西路に属し、廬陵・吉水・安福・太和・竜泉・永新・永豊・万安の8県を管轄した。

## 元代以降
1277年（至元14年）、元により吉州路総管府と改められた。1295年（元貞元年）、吉州路は吉安路と改称された。吉安路は江西等処行中書省に属し、録事司と廬陵・永豊・万安・竜泉・永寧の5県と吉水州・安福州・太和州・永新州の4州を管轄した。1362年、朱元璋により吉安路は吉安府と改められた。